# Onder toezicht
Onder toezicht is een hoorspel naar het toneelstuk Haute surveillance (1947) van Jean Genet. Jacoba van Velde vertaalde het en de KRO zond het uit op dinsdag 13 september 1977. De regisseur was Willem Tollenaar. Het hoorspel duurde 54 minuten.

## Rolbezetting
- Edmond Classen (Groenoog)
- Hans Karsenbarg (Maurice)
- Sacco van der Made (bewaker)
- Hans Veerman (Jules)

## Inhoud
Jean Genet wordt gerekend tot de meest provocerende schrijvers van Frankrijk uit de twintigste eeuw. De tot levenslang veroordeelde auteur kwam in 1948 dankzij de inspanningen van onder meer Jean-Paul Sartre en Jean Cocteau weer vrij. Jean Genet werd opgevoed door pleegouders, omdat zijn eigen moeder hem had verlaten. Op zijn tiende kwam hij voor het eerst in aanraking met de politie. Jean Genet ontwikkelde zich als dief en souteneur tot een prominent lid van de Parijse onderwereld. Als gevolg hiervan bracht hij een groot aantal jaren door in jeugdinstellingen en gevangenissen. In de gevangenis begon Genet te schrijven. Onder Toezicht is zijn eerste toneelstuk en speelt zich af in de gevangenis. Drie gevangenen delen één cel. Ze zijn jaloers, vliegen elkaar in de haren en maken elkaar het leven zuur…